# Vicenza 2015-2016
Questa voce raccoglie le informazioni riguardanti la Associazione Sportiva Vicenza nelle competizioni ufficiali della stagione 2015-2016.

## Stagione
La stagione 2015-2016 della Associazione Sportiva Vicenza, sponsorizzata Velco è la nona che disputa in Serie A2 femminile.

## Verdetti stagionali
Competizioni nazionali
- Serie A2:

stagione regolare: 3º posto su 14 squadre (18-8);
play-off: semifinale persa contro Crema (0-2).

## Roster
|  | Naz.              | Ruolo | Sportivo              | Anno | Alt. |  |       |
|  | ----------------- | ----- | --------------------- | ---- | ---- |  | ----- |
|  | Italia (bandiera) | P     | Elena Fietta          | 1995 | 172  |  |       |
|  | Italia (bandiera) | GA    | Anna Colombo          | 1992 | 177  |  |       |
|  | Italia (bandiera) | G     | Lorenza Prospero      | 1994 | 182  |  |       |
|  | Italia (bandiera) | P     | Francesca Pizzolato   | 1996 | 170  |  |       |
|  | Italia (bandiera) | G     | Valentina Stoppa      | 1985 | 172  |  |       |
|  | Italia (bandiera) | PG    | Giulia Scaramuzza     | 1994 | 167  |  |       |
|  | Italia (bandiera) | AC    | Jasmine Keys          | 1997 | 190  |  |       |
|  | Italia (bandiera) | AC    | Lucia Ferri           | 1985 | 182  |  |       |
|  | Italia (bandiera) | A     | Marina Grazian        | 1996 | 175  |  |       |
|  | Italia (bandiera) | A     | Giulia Zuin           | 1996 | 185  |  |       |
|  | Italia (bandiera) | A     | Laura Benko           | 1983 | 180  |  |       |
|  | Italia (bandiera) | A     | Emanuela Ramon        | 1982 | 187  |  |       |
|  | Italia (bandiera) | A     | Arianna Tommasini     | 1996 |      |  | [ 2 ] |
|  | Italia (bandiera) | P     | Anna Zimerle          | 1976 | 172  |  |       |
|  | Italia (bandiera) | P     | Maria Giulia Pegoraro | 1989 | 174  |  |       |

### Staff tecnico
- Allenatore: Aldo Corno
- Assistente: Anna Zimerle
- Dirigente: Elisa Bortoli

## Statistiche

### Statistiche di squadra
| Competizione        | Punti | In casa | In casa | In casa | In casa | In casa | In trasferta | In trasferta | In trasferta | In trasferta | In trasferta | Totale | Totale | Totale | Totale | Totale | Totale |
| Competizione        | Punti | G       | V       | P       | Ptf     | Pts     | G            | V            | P            | Ptf          | Pts          | G      | V      | P      | Ptf    | Pts    | Diff.  |
| ------------------- | ----- | ------- | ------- | ------- | ------- | ------- | ------------ | ------------ | ------------ | ------------ | ------------ | ------ | ------ | ------ | ------ | ------ | ------ |
| Serie A2 - Girone A | 36    | 13      | 11      | 2       | 823     | 576     | 13           | 7            | 6            | 723          | 700          | 26     | 18     | 8      | 1546   | 1276   | +270   |
| Play-off            |       | 2       | 1       | 1       | 105     | 109     | 2            | 1            | 1            | 115          | 104          | 4      | 2      | 2      | 220    | 213    | +7     |
| Totale              |       | 15      | 12      | 3       | 928     | 685     | 15           | 8            | 7            | 838          | 804          | 30     | 20     | 10     | 1766   | 1489   | +277   |

### Statistiche delle giocatrici
Campionato (stagione regolare e play-off)
| Giocatrice            | Partite | Partite | Partite | Pun | Min. | Falli | Falli | Tiri da 2 | Tiri da 2 | Tiri da 2 | Tiri da 3 | Tiri da 3 | Tiri da 3 | Tiri Liberi | Tiri Liberi | Tiri Liberi | Rimbalzi | Rimbalzi | Rimbalzi | Stopp. | Stopp. | Palle | Palle | Ass | Val. | Val.  | A+dP |
| Giocatrice            | Pr      | PG      | SF      | Pun | Min. | C     | S     | R         | T         | %         | R         | T         | %         | R           | T           | %           | O        | D        | T        | D      | S      | P     | R     | Ass | Lega | OER   | A+dP |
| --------------------- | ------- | ------- | ------- | --- | ---- | ----- | ----- | --------- | --------- | --------- | --------- | --------- | --------- | ----------- | ----------- | ----------- | -------- | -------- | -------- | ------ | ------ | ----- | ----- | --- | ---- | ----- | ---- |
| Emanuela Ramon        | 25      | 22      | 19      | 253 | 600  | 59    | 90    | 90        | 202       | 44,6      | 3         | 20        | 15,0      | 64          | 92          | 69,6        | 66       | 142      | 208      | 17     | 8      | 63    | 14    | 28  | 323  | 68,20 | -21  |
| Laura Benko           | 30      | 30      | 24      | 226 | 667  | 59    | 55    | 68        | 173       | 39,3      | 13        | 63        | 20,6      | 51          | 69          | 73,9        | 41       | 80       | 121      | 2      | 10     | 63    | 25    | 25  | 149  | 63,77 | -13  |
| Valentina Stoppa      | 30      | 30      | 27      | 220 | 787  | 67    | 35    | 57        | 154       | 37,0      | 27        | 82        | 32,9      | 25          | 36          | 69,4        | 39       | 56       | 95       | 5      | 2      | 46    | 32    | 36  | 145  | 70,10 | 22   |
| Lorenza Prospero      | 29      | 28      | 9       | 176 | 490  | 35    | 40    | 79        | 163       | 48,5      | 0         | 1         | 0,0       | 18          | 40          | 45,0        | 47       | 64       | 111      | 2      | 8      | 32    | 17    | 10  | 174  | 75,10 | -5   |
| Anna Zimerle          | 30      | 28      | 15      | 169 | 674  | 21    | 38    | 27        | 65        | 41,5      | 30        | 115       | 26,1      | 25          | 29          | 86,2        | 7        | 83       | 90       | 2      | 2      | 35    | 42    | 64  | 220  | 63,97 | 71   |
| Jasmine Keys          | 18      | 18      | 11      | 163 | 448  | 36    | 65    | 61        | 135       | 45,2      | 0         | 2         | 0,0       | 41          | 73          | 56,2        | 42       | 67       | 109      | 25     | 2      | 34    | 19    | 11  | 212  | 81,67 | -4   |
| Lucia Ferri           | 30      | 30      | 11      | 161 | 608  | 47    | 40    | 71        | 162       | 43,8      |           |           |           | 19          | 38          | 50,0        | 52       | 104      | 156      | 1      | 6      | 34    | 49    | 25  | 235  | 73,67 | 40   |
| Maria Giulia Pegoraro | 30      | 30      | 29      | 158 | 904  | 67    | 66    | 54        | 173       | 31,2      | 5         | 27        | 18,5      | 35          | 40          | 87,5        | 15       | 116      | 131      | 1      | 2      | 66    | 38    | 93  | 206  | 50,37 | 65   |
| Anna Colombo          | 29      | 28      | 4       | 94  | 375  | 39    | 29    | 37        | 116       | 31,9      | 1         | 6         | 16,7      | 17          | 44          | 38,6        | 15       | 39       | 54       | 1      | 7      | 39    | 34    | 13  | 29   | 35,97 | 8    |
| Giulia Scaramuzza     | 28      | 21      |         | 74  | 234  | 20    | 35    | 19        | 49        | 38,8      | 4         | 16        | 25,0      | 24          | 28          | 85,7        | 6        | 18       | 24       |        |        | 25    | 19    | 8   | 69   | 47,43 | 2    |
| Elena Fietta          | 30      | 25      | 1       | 70  | 229  | 15    | 10    | 19        | 58        | 32,8      | 7         | 19        | 36,8      | 11          | 14          | 78,6        | 7        | 16       | 23       |        | 2      | 19    | 10    | 19  | 42   | 47,00 | 10   |
| Marina Grazian        | 13      | 2       |         | 2   | 5    |       | 1     | 0         | 1         | 0,0       | 0         | 1         | 0,0       | 2           | 2           | 100,0       |          | 1        | 1        |        |        |       | 1     |     | 3    | 5,15  | 1    |
| Giulia Zuin           | 1       | 1       |         |     | 4    | 1     |       |           |           |           |           |           |           |             |             |             | 1        |          | 1        |        |        |       |       |     |      | 0,00  |      |
| Arianna Tommasini     | 4       |         |         |     |      |       |       |           |           |           |           |           |           |             |             |             |          |          |          |        |        |       |       |     |      | 0,00  |      |